# Queridísimos verdugos
Queridísimos verdugos és una pel·lícula documental espanyola del director de cinema Basilio Martín Patino de 1973, estrenada oficialment el 20 d'abril de 1977 al qual fa una reflexió sobre la pena de mort i el poder i un plet contra la violència, la guerra i el terror.
Patino va realitzar el documental en la clandestinitat entre 1971 i 1973 vers la fi la dictadura de Franco. Conté d'un costat intervius de Bernardo Sánchez Bascuñana, Vicente López Copete i Antonio López Sierra, els tres últims botxins actius sota el règim franquista, filmats el 1971 i d'altre costat intervius amb parents de persones executades i altres documents que il·lustren el tema de la pena de mort durant el franquisme. El film explora també la història personal dels tres protagonistes i la seva concepció del seu ofici. Segons Gloria Benito, «l'aspecte tràgic de les execucions i les circumstàncies terribles contrasten amb l'espontaneïtat i la fredor dels botxins que opinen i justifiquen la seva feina en beure un got de vi i menjar durant una xerrada relaxada.» El film mostra que si els reus són víctimes d'un sistema, els executors també el són, per la seva simplicitat d'éssers marginals, constrets a la seva feina per la fam.
| « | Pues bueno, mira, lo mismo me da que sea verdugo, lo que sea lo que sea, en tanto me dé de comer. Antonio López Sierra (1971) | » |

La pel·lícula va obtenir el Primer Premi del Festival de Cine de Taormina i el Premi del Festival International des Ciné-Rencontres de Prada de Conflent. El setzè Festival de Cinema Independent de Barcelona el 2009 va dedicar una retrospectiva en homenatge a Basilio Marín Patino. Queridíssimos Verdugos i Caudillo es consideren com a dos films claus de la transició.

## Repartiment
- Claudio Rodríguez: narrador (veu)
- Vicente Copete: el mateix, botxí
- Antonio López: el mateix, botxí
- Bernardo Sánchez: el mateix, botxí